# Bredband
Bredband är ett samlingsnamn för olika tekniker att med hög hastighet överföra data i ett kommunikationsnät. Man kan få tillgång till bredband via telefonledningen, kabel-tv, mobilnätet, elnätet, fiberledning, radiolänk eller satellit. När bredbandet kommer via telefonledningen används vanligen DSL (ofta ADSL eller VDSL).
Bredband är tekniker för snabb datorkommunikation, och åsyftar sedan slutet av 1990-talet tekniker för snabb internet-åtkomst. Vilka hastigheter som ska vara uppfyllda för att en anslutning ska räknas som bredband har ändrats allt eftersom utvecklingen gått framåt. I olika källor specificeras bredbandsaccess som anslutningshastighet på minst 256 kbit/s eller minst 2 Mbit/s till slutanvändaren, alternativt en genomströmningshastighet på minst 5 Mbit/s mellan två nätverksnoder inom ett land. Ursprungligen åsyftade begreppet transmissionsmedium med hög spektral bandbredd mätt i Hertz. Begreppet kom på 1980-talet att ställas i motsats till tekniker för smalbandig och uppkopplad Internetförbindelse via telefonnätet, som har en begränsning på högst 4 kHz bandbredd (vid analog telefoni) och 64 kbit/s dataöverföring (vid ISDN) per uppkoppling.
År 2020 satte australiska forskare världsrekord i internethastighet i en fiberkabel med hjälp av en ny teknik. Hastigheten som uppmättes var 44,2 terabit i sekunden.
I takt med att samhället digitaliseras har tillgången till en snabb och stabil uppkoppling kommit att bli en demokratifråga i vissa länder. För att kunna ta del av samhällets tjänster krävs i allt större utsträckning en digital närvaro.

## Vad är bredband?

### Definition
Bredband (från engelskans broadband) är ett samlingsnamn för olika tekniker för snabb dataöverföring. Gränsen för hur hög kapacitet en anslutning måste ha för att betraktas som bredband varierar mellan olika organisationer. 
OECD och EU definierar bredband till att innebära ett minimum på 256 kbit/s.
Enligt en standard för så kallad bredbands-ISDN, utgiven av  Internationella Teleunionens (ITU) och CCITT 1988 innebär bredband högre hastigheter än 2 Mbit/s (i USA 1,5 Mbit/s). I Sverige arbetade bland andra Post- och telestyrelsen för att denna standard och definition skulle användas. 
I den svenska IT-infrastrukturutredningen från år 1999 krävs en anslutningshastighet på minst 2 Mbit/s både till och från användaren. Svenska regeringens IT-kommission uttryckte vid ungefär samma tidpunkt en vision om minst 5 Mbit/s genomströmningshastighet mellan alla hushåll i Sverige senast år 2005, och ställde också kravet att bredbandsteknik måste vara framtidssäker i bemärkelsen att ledningarnas överföringskapacitet ska kunna fördubblas årligen enbart genom byte av terminalutrustning. Svenska Konsumentverket valde kring år 2000 att inte kritisera leverantörer som kallade sin tjänst för bredband, trots att de bara erbjöd 512 kbit/s. Olika leverantörer hävdar att allt från 0,5 Mbit/s till 2 Mbit/s är minimigränsen för att en förbindelse ska kallas för bredband.

### Historisk bakgrund till begreppet
Begreppet bredband betyder hög bandbredd, antingen mätt i Hertz eller i bit/s, och avsåg ursprungligen motsatsen till smalbandig modemkommunikation och ISDN-kommunikation förmedlad av telefonnätets televäxlar. Användandet av det vanliga telefonnätet, möjliggjordes av DSL-tekniken som utvecklades av mannen som har kallats för "bredbandets fader", John Cioffi.
Telefonväxlar begränsade den analoga bandbredden till 3,1 kHz. I Europa har digitala telefonväxlar en maximal kapacitet på 64 kbit/s per telefonsamtal eller ISDN-uppkoppling. Vid ISDN (en teknik för digital kommunikation mellan telefonväxeln och hemmet som var vanlig i synnerhet i Tyskland vid mitten av 1990-talet) kan upp till 30 uppkopplingar (till exempel telefonsamtal) överföras över en fyrtrådig kopparkabel, vilket ger en gräns på 2 Mbit/s (1,5 Mbit/s för motsvarande teknik i USA).
Begreppet bredband användes tidigt i en vision om en efterföljare till ISDN kallad Broadband ISDN (B-ISDN), som formulerades vid mitten av 1990-talet. B-ISDN skulle möjliggöra hastigheter på mer än 2 Mbit/s till bostäder, därför att det inte skulle förmedlas och begränsas av telenätets kretskopplade växlar, utan baseras på paketförmedlade så kallade ATM-växlar. ATM-växlar skulle ersätta telefonväxlar och IP-routrar, och möjliggöra ett gemensamt nät för all kommunikation, inte enbart Internetaccess utan även särskilda teletjänster för kabel-tv, video-on-demand och bildtelefoni som inte förmedlades via Internet. ATM slog igenom endast under en kort period under 1990-talets senare halva, men ersattes så småningom av billigare Ethernetväxlar och IP-routrar. Så småningom kom en insikt om att Internet även kunde möjliggöra synkrona multimediala kommunikationstjänster (IP-telefoni och IP-TV), I oktober 2017 hade ca 86 procent av alla hushåll och företag antingen tillgång till 1 Gbit/s eller fiber i absoluta närheten. Motsvarande nivå för 100 Mbit/s och 30 Mbit/s var vid samma tidpunkt 86 procent respektive 96 procent av alla hushåll och företag och begreppet B-ISDN övergavs. 
Begreppet bredband kom därmed tidigt att få ungefär samma betydelse som det äldre begreppet fast Internetaccess, i motsats till uppkopplad förbindelse via telefonnätsmodem och ISDN. Fast Internetaccess via hyrda förbindelser var tidigare bara möjligt inom universitet och inom stora företag, men blev till följd av bredbandsutbyggnaden vid 1990-talets slut också möjligt för privatpersoner och små företag. Fiberbaserade nationella stamnät fanns långt innan dess, men vid 1990-talets slut började man tala om att bygga "påfartsleder till de digitala motorvägarna" så att fler skulle få tillgång till bredband.
Bredbandsutbyggnaden innebar således att fiberbaserade stadsnät och områdesnät började byggas i stor skala, och att ethernetbaserade fastighetsnät med anslutningshastighet på 10 Mbit/s drogs inom flerfamiljshus. Vid samma tidpunkt började kopparbaserad ADSL-teknik att introduceras, och ett par år senare kabel-modem för kabel-tv-näten. Dock fanns tidigt diskussion om ADSL och kabelmodem skulle kallas bredband då anslutningshastigheten var avsevärt lägre än ethernet möjliggjorde, och då ADSL inte var framtidssäker utan har en teoretisk maxkapacitet på några megabit per sekund. 

#### Historia i Sverige
I Sverige var invånarna i Ängelholms kommun 1996 först i Sverige med att få möjlighet att koppla upp sig med bredband. Startskottet för en mer omfattande bredbandsutbyggnad i Sverige blev när Bredbandsbolaget och HSB 1999 tecknade ett avtal som gav 350 000 kunder tillgång till bredband. Övergången från uppringt internet via modem till bredband medförde att användningen av internet i Sverige ökade kraftigt. Mellan 2003 och 2008 ökade andelen svenskar som dagligen använde internet från 24 procent till 58 procent. Parallellt med utbyggnaden av bredband via telefon- och kabel-tv-näten påbörjades utbyggnaden av fibernät i Sverige, pådrivet av Sveriges många stadsnät. År 2010 hade 12 procent av svenskarna tillgång till fibernät, tio år senare var motsvarande siffra 63 procent.

### Bredbandsstrategi för Sverige
År 2009 antog regeringen den första bredbandsstrategin. Målet var att 90 procent av landets invånare skulle ha tillgång till snabbt bredband senast 2020 och fiber pekades ut som vägen till att nå målet. Regeringen publicerade 2016 en ny bredbandspolitik, Sverige helt uppkopplat 2025 – en bredbandsstrategi, för att möta människors behov av snabbt bredband och stabila mobila tjänster av god kvalitet. I strategin finns tydliga mål för alla medborgare och företag i Sverige. De viktigaste målen i strategin är följande:
- År 2020 bör 95 procent av alla hushåll och företag ha tillgång till bredband om minst 100 Mbit/s.
- År 2023 bör hela Sverige ha tillgång till stabila mobila tjänster av god kvalitet.
- År 2025 bör hela Sverige ha tillgång till snabbt bredband.

Regeringens definition av målet att "hela Sverige ska ha tillgång till snabbt bredband" till 2025 beskrivs så här:
- 98 procent av alla hushåll och företag bör ha tillgång till 1 Gbit/s (= 1000 Mbit/s)
- 1,9 procent av alla hushåll och företag bör ha tillgång till 100 Mbit/s
- 0,1 procent av alla hushåll och företag bör ha tillgång till 30 Mbit/s

Ambitionen är att målen i den svenska strategin ska korrespondera med de strategiska mål för bredband som EU satte 2016. PTS har regeringens uppdrag att varje år följa upp tillgången till bredband och mobila tjänster. För att bidra till att målen uppnås fick också myndigheten i uppdrag att utlysa 650 miljoner kronor i bredbandsstöd till platser där kommersiell utbyggnad inte sker. Tillgången till bredband och mobila tjänster redovisar PTS årligen i rapporten Bredbandskartläggningen. PTS kartläggning 2017 visar att ca 77 procent av alla hushåll och företag i Sverige hade tillgång till bredband om minst 100 Mbit/s i oktober 2017. Det är en ökning med ca 5,6 procentenheter från samma tidpunkt året innan, vilket innebär en liknande ökningstakt som tidigare år – trots att utbyggnaden sker i mer glest befolkade områden nu än tidigare. Ökningen beror främst på utrullning av fiber till enfamiljshus. I oktober 2017 hade ca 86 procent av alla hushåll och företag antingen tillgång till 1 Gbit/s eller fiber i absoluta närheten. Motsvarande nivå för 100 Mbit/s och 30 Mbit/s var vid samma tidpunkt 86 procent respektive 96 procent av alla hushåll och företag. 
Utöver detta har PTS även i uppdrag att årligen följa upp målen i regeringens bredbandsstrategi och ge en indikation på hur it-infrastrukturen kan komma att utvecklas i förhållande till regeringens uppsatta mål. När det gäller fiberutbyggnad i stort så fortsätter tillgången till fiber att öka från redan höga nivåer och nådde ca 72 procent av alla hushåll i oktober 2017. Det är en ökning med ca sex procentenheter på ett år. I Blekinge län ökar hushållens tillgång till fiber mest, från 49,7 procent år 2016 till 66,5 procent år 2017.
Tillgången till stabila mobila tjänster av god kvalitet där man normalt befinner sig har följts upp för första gången i Bredbandskartläggningen. Mobilnäten täckte ca 85 procent av dessa områden med såväl 1 Mbit/s som 10 Mbit/s i oktober år 2017. Det är en ökning med ca sju procentenheter sedan oktober år 2016. Mobilnät som medger 30 Mbit/s täckte i oktober 2017 ca 12 procent av dessa områden vilket motsvarar en ökning med ca sex procentenheter under året. Hastigheten för fasta uppkopplingar i Sverige mångdubblades mellan 2008 och 2017; från 13 Mbit/s år 2008 till 86 Mbit/s år 2017 enligt en rapport från Bredbandskollen.
År 2020 hade 63 procent av Sveriges befolkning tillgång till fiber i hemmet. Den svenska modellen med stadsnät har skapat en konkurrenssituation som drivit på utbyggnaden av fiber vilket medfört att Sverige 2020 var det land där högst andel hushåll hade tillgång till fiber.
Under 2020-talet pågår en successiv nedstängning av delar av det publika telenätet (kopparnätet) i Sverige där kapaciteten anses vara för låg för att möta framtidskraven på snabb och stabil uppkoppling. Berörda abonnenter som har fast telefoni eller internet (exempelvis ADSL) via telefonnätet tvingas då byta till annan teknik.

## Användning
En anslutning med bredband till ett publikt datornätverk som Internet gör att privatpersoner, institutioner och företag kan använda datorkommunikation på fler sätt, särskilt som överföringshastigheten är högre än tidigare. Med ett snabbt och stabilt bredband kan man göra exempelvis egna direktsändningar med en videokamera (exempelvis webbkamera) och en mikrofon, se på TV-sändningar och filmer från hela världen, lyssna på radio från radiostationer och poddcast, spela onlinespel, överföra stora datafiler och prata i telefon (IP-telefoni).

### Accesstekniker

#### Gammal infrastruktur

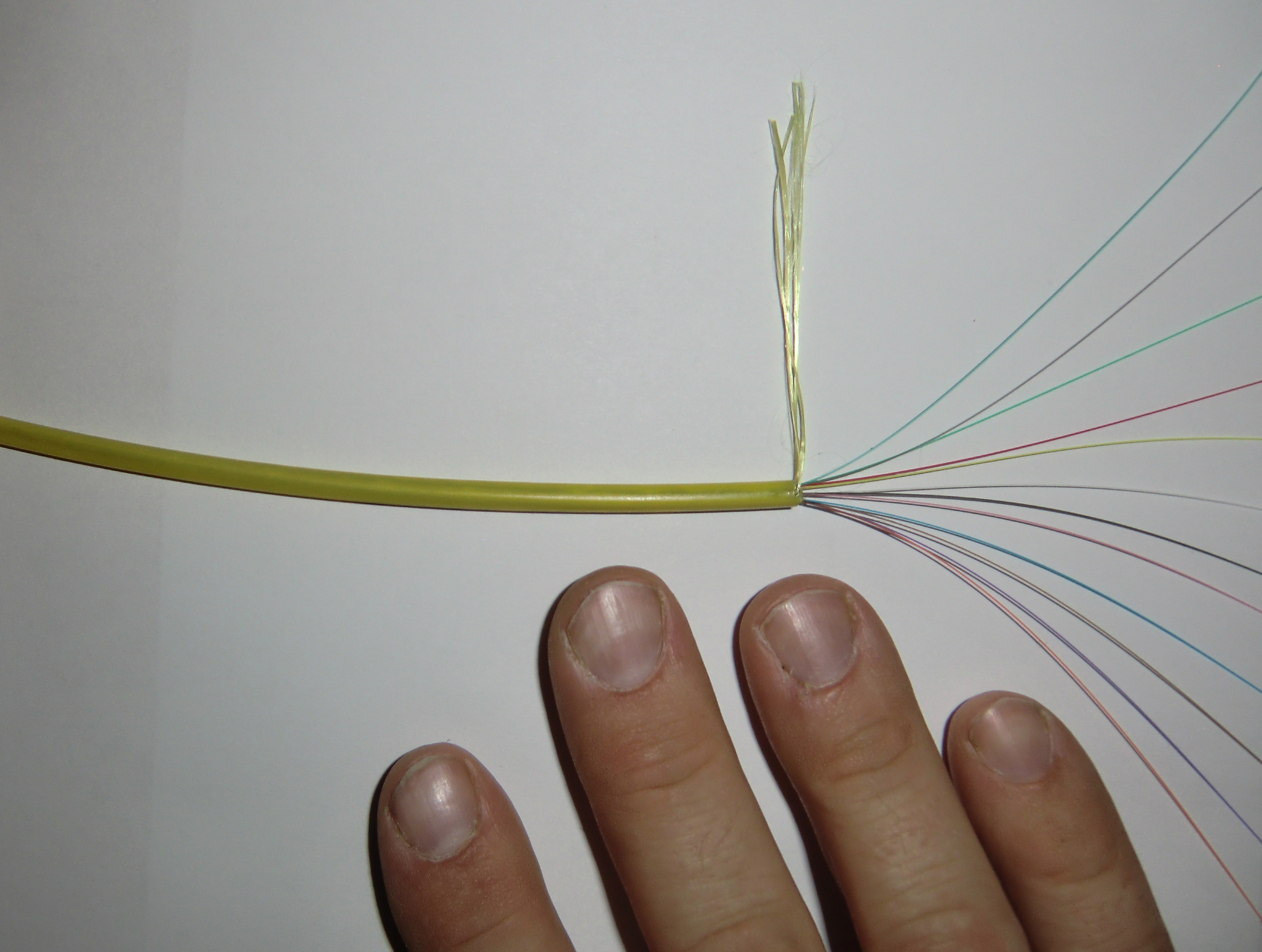
Fiberkabel G652D innehållande tolv stycken singlemode fiber för FTTH.

Ett sätt att bygga bredbandsaccessnät är att utnyttjar befintlig infrastruktur för till exempel el, tele och kabel-tv. Under 1990-talet utvecklades nya avancerade modulationstekniker som möjliggjorde att ledigt frekvensutrymme i dessa kablar kunde utnyttjas effektivt för bredbandshastigheter. 
Exempel på accesstekniker som utnyttjar gammal infrastruktur:
- Publika telefonnätets accessnät – tvinnad kopparparkabel mellan en DSLAM-modempool i telestationsbyggnaden till xDSL-modem i fastigheten. Ett filter gör att ledningen kan samutnyttjas med analog telefoni, som då överförs i basbandet, det vill säga låga hörbara frekvenser, medan bredbandskommunikationen sker över höga ohörbara frekvenser. Observera att datatrafiken inte förmedlas av telestationen (telefonväxeln), utan av DSLAM-modempool och nätverksväxlar (switchar) i samma byggnad som telestationen, som står i förbindelse med fiberstamnät. De flesta svenskar hade möjlighet att få xDSL. Räckvidden är upp till 5 kilometer från närmaste telestation.
  - ADSL-modem – 0,128 till 24 Mbit/s beroende på avtal och avstånd till telestationen.
  - VDSL-modem – 9 till 52 Mbit/s
  - VDSL2-modem – 50 till 100 Mbit/s
- Koaxialkablar för kabel-tv – DOCSIS 3.0 – 0,2 till 200 Mbit/s. I allmänhet måste kabel-tv-nätet uppgraderas med dubbelriktade förstärkare och annan utrustning, och eventuellt nya koaxialkablar. Fiberkablar måste dras fram till modempooler. Notera att nätet är ett bussnät, varför flera användare delar på samma kapacitet. Om många kommunicerar samtidigt kan genomströmningshastigheten bli lägre.
- Elnätskommunikation – data kan överföras längs elkablarna.

Emellertid har bredbandsaccesstekniker kommit nära ledningarnas teoretiska kapacitet. Gammal infrastruktur är en teknisk återvändsgränd och en kompromisslösning. Den blir många gånger dyrare än att bygga ny infrastruktur, eftersom bredbandskunderna får betala för uppgradering och underhåll av gammal infrastruktur. Under 2020-talet är det publika kopparnätet och tillhörande teknik under avveckling i Sverige med syfte att ersättas med mer framtidssäkra lösningar.

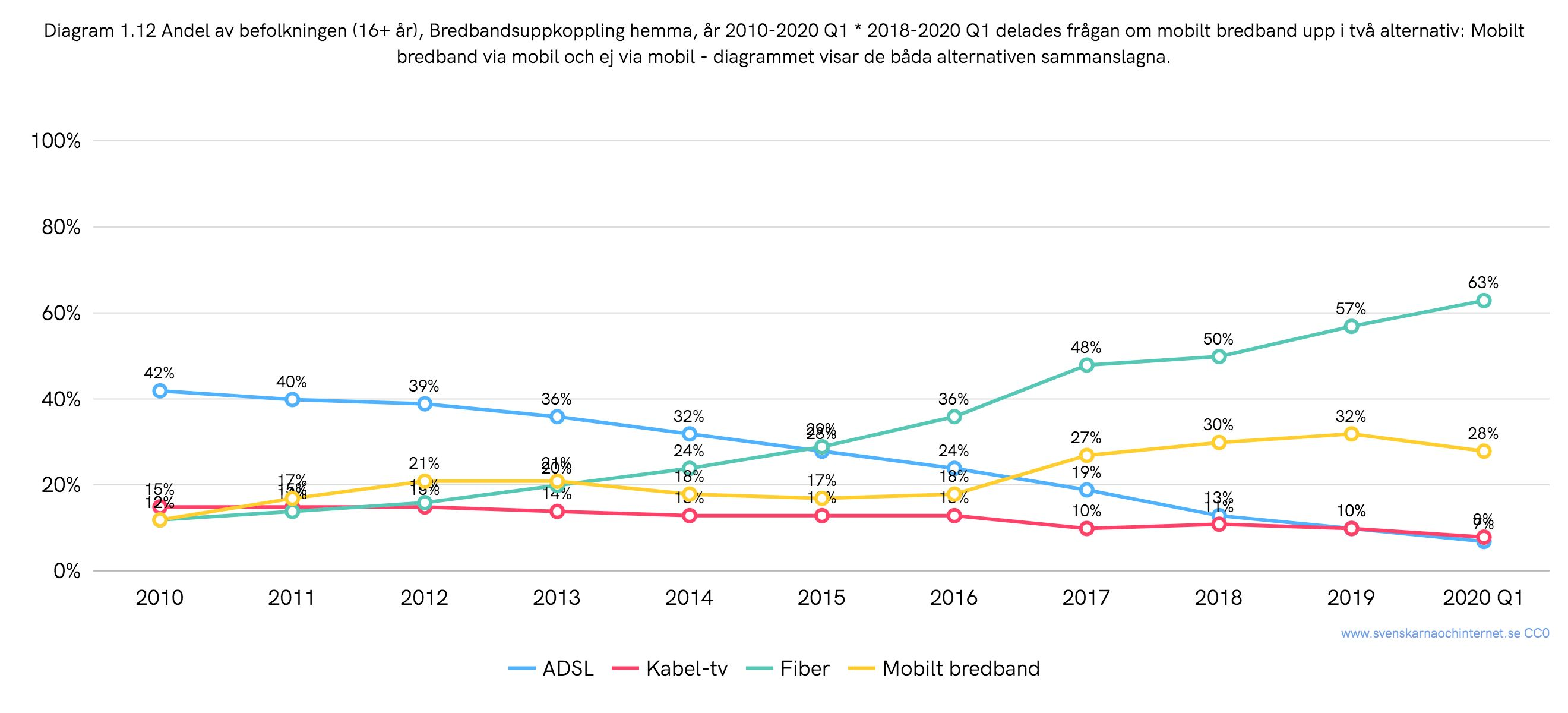
Olika typer av bredband som den svenska befolkningen använde sig av åren 2010–2020. Siffror från undersökningen Svenskarna och internet.

#### Ny infrastruktur
Ett annat sätt är att bygga en helt ny infrastruktur. Typiskt kommer då nydragen kopparkabel, fiber och/eller trådlösa lösningar in. Exempel på sådana lösningar:
- Kopparkabel för ethernet (högst 100 meter lång, bestående av fyra tvinnade trådpar) dragen från en switch (nätverksväxel) i källaren på ett flerfamiljshus in till en anslutningspunkt i lägenheten. Växeln står i förbindelse med ett fiberbaserat områdesnät. Exempelvis avtalade HSB tidigt med Bredbandsbolaget om att alla HSB-lägenheter ska erbjudas denna lösning. Kopparparkabeln måste[förtydliga] uppfylla någon av följande specifikationer:
  - kategori 5 (Fyra tvinnade koppartrådspar, klarar 100 Mbit/s på 100 meters avstånd)
  - Kategori 5e (Fyra tvinnade koppartrådspar, klarar 1000 Mbit/s på 100 meters avstånd)
  - kategori 6 (Fyra tvinnade koppartrådspar, klarar 1000 Mbit/s på 100 meters avstånd, och 10 Gbit/s på cirka 37 meters avstånd).
- Bredband via fiber: Bredband via fiber är en typ av fast bredband där dataöverföringen sker som ljussignaler genom optisk fiberkabel. Beroende på vad det är för nätverksöverföring i nätet och kategori av kabel (exempelvis Cat5, Cat5e eller Cat6) så kan hastigheten variera mellan 100 Mbit/s för Cat5 och upp till 1000 Mbit/s för Cat6. Vissa stadsnät har stöd för hastigheter på upp till 10 000 Mbit/s, men då behövs Cat7 kabel för nätverksöverföringen.[11]
- Trådlöst nätverk – publikt WLAN – max 11, 55, 108 eller 300 Mbit/s, men i praktiken betydligt lägre hastighet om man befinner sig långt från accesspunkten, till exempel en trådlös router. Räckvidden är i allmänhet i storleksordning 100 meter, men kan förlängas med riktade antenner. Räckvidden begränsas kraftigt av armerade väggar och golv till ett våningsplan, men kan täcka en villa byggd i trä.
- Mobilt bredband, en typ av bredband där anslutningen till Internet sker via operatörens mobilnät (3G, 4G eller 5G). Fördelen med mobilt bredband är att man inte är bunden till en plats, utan kan ta med sig bredbandet till sommarstugan, i husvagnen etc.[12] Det kan ge teoretiska hastigheter upp till:
  - 16 Mbit/s via 3G-nätet,
  - 100 Mbit/s via första generationens LTE-nät,
  - 1000 Mbit/s via framtida 4G-nät, exempelvis den utlovade uppgraderingen LTE Advanced.
  - Med mobilt bredband via 5G kommer man i välutbyggda områden med god täckning kunna komma upp i mellan 200 och 1000 Mbit/s.[13]
- Fast bredband via mobilnätet (FWA) är också bredband via mobilnät, men avsett för permanent boende och anses vara ett framtidssäkert alternativ för den som saknar möjlighet till fiber. Vid dålig mottagning kan en fast antenn behöva monteras på mottagens hus.[14]
- Wimax (skrivet WiMAX) eller IEEE 802.16 – en trådlös teknik för bredbandiga stadsnät. Kommande uppgradering[när?] utlovas uppfylla 4G-kraven på 1000 Mbit/s.
- Bredband via satellit: En typ av fast bredbandsanslutning som gör det möjligt att skicka och ta emot data med hjälp av tre separata antenner; en som är stationerad hos internetleverantören, en i rymden och en parabolantenn hos kunden. Eftersom uppkopplingen till internet via satellit kräver att en parabolantenn installeras hos mottagaren kallas bredband via satellit ibland även för bredband via parabol eller internet via parabol.[15]

### Användning i Sverige
I slutet av 2021 fanns det totalt 4,3 miljoner fasta bredbandsabonnemang. Antalet fiberabonnemang uppgick totalt till 3,3 miljoner och är därmed den vanligaste typen av bredband i Sverige.
Fibern utgjorde 78 procent av alla abonnemang på fast bredband. Antalet abonnemang på fast bredband via kabel-tv-nät (Koax-nätet) uppgick till 0,7 miljoner abonnemang och abonnemang via telenätet (xDSL) uppgick till 0,2 miljoner (minskning med 35 procent).